# Mombasaspecht

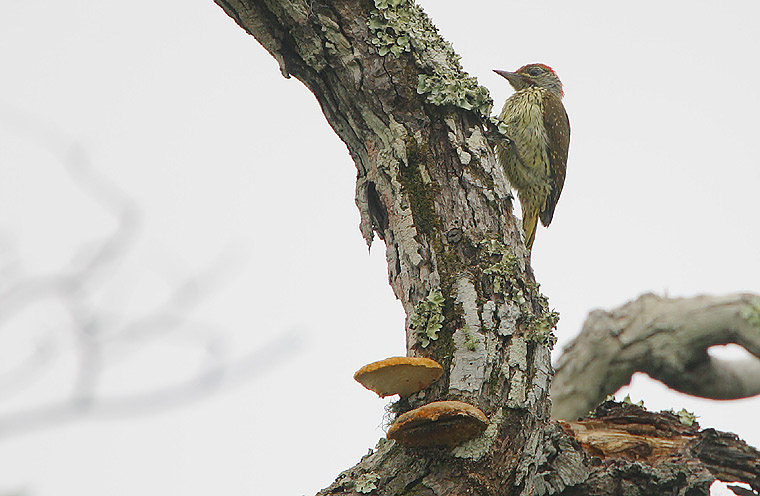
Mombasaspecht, Männchen

Der Mombasaspecht (Campethera mombassica) ist eine Vogelart aus der Familie der Spechte (Picidae). Das relativ kleine Verbreitungsgebiet der Art umfasst einen küstennahen Bereich im mittleren Ostafrika vom Süden Somalias bis in den Nordosten Tansanias. Der Mombasaspecht bewohnt küstennahe Wälder und Waldland.
Die Art gilt als wenig häufig bis selten. Der Bestand ist offenbar stabil, der Mombasaspecht wird von der IUCN daher als ungefährdet („least concern“) eingestuft.

## Beschreibung
Mombasaspechte sind kleine Spechte mit mittellangem und an der Basis breitem Schnabel. Der Schnabelfirst ist nach leicht unten gebogen. Die Körperlänge beträgt etwa 22 cm, das Gewicht 50–71 g; sie sind damit so groß wie ein Mittelspecht. Die Art zeigt bezüglich der Färbung einen deutlichen Geschlechtsdimorphismus.
Bei Männchen ist die gesamte Oberseite einschließlich der Oberflügeldecken und der Oberschwanzdecken goldgrün mit einer feinen gelblich weißen Fleckung und Schaftstrichelung. Die Schwingen sind braun mit hellen Flecken, die zum Teil in Bänder übergehen. Die Steuerfedern sind oberseits goldgrün bis olivbraun mit einer undeutlichen Bänderung auf den Außenfedern. Die Grundfarbe der Rumpfunterseite ist weiß oder beigeweiß, Brust und Flanken zeigen einen gelblichen Ton. Die Rumpfunterseite ist auf diesem Grund recht breit schwärzlich gestrichelt, die Strichel werden auf Bauch und Flanken schmaler. Die Schwingen sind unterseits wie auf der Oberseite braun mit heller Fleckung oder Bänderung, die Unterflügeldecken sind heller. Der Unterschwanz ist bräunlich mit einem verwaschenen Gelbton.
Die Befiederung von Stirn und Oberkopf ist olivgrün mit roten Spitzen, der Hinterkopf ist einfarbig rot. Der Zügelbereich ist beige, Kopfseiten und Hals sind auf weißlichem Grund schwarz gestrichelt. Der kurze Überaugenstreif ist weiß, der ebenfalls kurze Bartstreif ist auf rotem Grund schwarz gestrichelt. Kinn und Kehle sind weißlich, manche Individuen zeigen dort einige dunkle Flecken oder Strichel.
Der Schnabel ist schiefergrau, der Unterschnabel zeigt insbesondere auf der basisnahen Hälfte einen deutlichen Grünton. Beine und Zehen sind grünlich bis oliv oder olivgrau. Die Iris ist dunkel rötlich.
Beim Weibchen ist die Rotfärbung auf den Hinterkopf beschränkt. Stirn und Oberkopffedern sind auf dunkel olivgrünem Grund fein gelblich beige gefleckt, der Bartstreif ist olivgrau mit schwarzen und weißen Stricheln und Flecken.

## Lautäußerungen
Häufigster Ruf ist eine aufsteigende Serie von 2 bis 12 jammernden Lauten wie „jaooaak-jaaaaak...“, die mit einem kurzen „juk“ endet. Außerdem ist von dicht benachbarten Paarpartnern ein kratzendes „drrrrdddt“ bekannt. Die Art trommelt offenbar nicht.

## Systematik
Die innerartliche Variabilität ist gering und es werden keine Unterarten anerkannt. Der Mombasaspecht wurde lange als Unterart des Goldschwanzspechts betrachtet, nach Winkler et al. bildet er eine Superspezies mit dem Goldschwanzspecht (C. albingoni) und dem Knysnaspecht (C. notata).

## Verbreitung und Lebensraum
Das relativ kleine Verbreitungsgebiet der Art umfasst einen küstennahen Bereich im mittleren Ostafrika vom Süden Somalias über das küstennahe Kenia bis in den Nordosten Tansanias. Im Binnenland kommt der Mombasaspecht im Arabuko-Sokoke-Wald, in den westlichen Usambara-Bergen sowie am östlichen Kilimanjaro vor. Die Größe des Gesamtverbreitungsgebietes ist nicht bekannt.
Der Mombasaspecht bewohnt küstennahe Wälder und Waldland.

## Lebensweise
Die Lebensweise des Mombasaspechts entspricht offenbar weitgehend der des Goldschwanzspechts.

## Bestand und Gefährdung
Angaben zur Größe des Weltbestandes sind nicht verfügbar. Die Art gilt als wenig häufig bis selten. Der Bestand ist offenbar stabil, der Mombasaspecht wird von der IUCN daher als ungefährdet („least concern“) eingestuft.